# Zeqir Fazliu
Zeqir Fazliu (ur. 5 października 1943 w Karaçeva e Poshtme) – jugosłowiański i kosowski poeta oraz albanista, laureat licznych nagród literackich.

## Życiorys
Ukończył szkołę podstawową w Roganë oraz średnią w Gnjilanem. Studiował albanistykę w Wyższej Szkole Pedagogicznej w Prizrenie w 1969 roku, po ich ukończeniu przez 4 lata także studiował albanistykę w Prisztinie.
Pracował jako nauczyciel języka albańskiego kolejno w Strezovcach, Prizrenie i Gnjilanem; został jednak zwolniony z pracy, gdyż wstawił się za innym zwolnionym nauczycielem. Opuścił Gnjilane i przeniósł się w 1976 roku do Prisztiny, gdzie pracował jako profesor Uniwersytetu Robotniczego w Prisztinie. Wyreżyserował także dramat Niku i Martin Gjinaj autorstwa Petra Marko; spektakl został wystawiony w licznych kosowskich miastach, a także w północnomacedońskim Kumanowie oraz w serbskim Preševie.
Należy do Ligi Pisarzy Kosowa.

## Wybrane utwory[1]
- Këngë për liri (1992)[2]
- Zëri i bilbilit (1993)
- Lirika e Trojës (1994)
- Rilindja e dashurisë (1996)
- Krismat e lirisë (1999)
- Labirinti sibilik i Dijes (2001)
- Këngë të ndezura pas shiut (2002)
- Dielli lindi, por nuk zbardhi (2003)
- Diçka nuk po më lë të ec (2005)
- Bardh e blu (2008)
- Lot dhe lule (2009)
- Mbolla lule në fushë (2010)
- Pastaj gjithçka hyjnore mbaroi (2011)
- Kur e këndoj këngën e diellit (2012)
- Bukurçilet e shiut (2013)
- Vargje hyjnore (2014)
- Frymëzim (2015)
- Ëndrra dhe kujtime (2016)

## Życie prywatne
Mieszka w Gnjilanem.